# 波号第二百十一潜水艦
波号第二百十一潜水艦（はごうだいにひゃくじゅういちせんすいかん）は、日本海軍の未成潜水艦。波二百一型潜水艦の11番艦。太平洋戦争の終戦時未成だったが処分のため建造を続行し、戦後に海没処分された。

## 艦歴
マル戦計画の潜水艦小、第4911号艦型の11番艦、仮称艦名第4921号艦として計画。1945年4月1日、川崎重工業泉州工場で起工。
6月7日、波号第二百十一潜水艦と命名されて波二百一型潜水艦の11番艦に定められ、本籍を舞鶴鎮守府と仮定。
終戦時は泉州工場の船台上にあって未成。8月17日、工事中止が発令され工程30%で工事中止。
処分のため連合国軍最高司令官総司令部の指令により建造を続行し、1946年4月進水。5月6日、紀伊水道でアメリカ海軍により海没処分された。